# FK Gorno Lisiče
O FK Gorno Lisiče é um clube de futebol macedônio com sede em Gorno Lisiče, Skopje. A equipe compete no Campeonato Macedônio de Futebol, na segunda divisão.

## História
O clube foi fundado em 1964.